# Узбекская литература
Узбекская литература — совокупность письменных и устных произведений на узбекском языке.
Представителями узбекской литературы стали Лутфи, Алишер Навои, Бабур, Шейбани-хан, Убайдулла-хан, Машраб, Агахи, Мукими, Мунис Хорезми, Надира, Фуркат, Увайси и другие.
Классической жанр узбекской литературы состоит из рубаи, касыда, газели.

## Исторический очерк

### Устная литература
Узбекская литература развивалась на основе устного и письменного народного творчества. Устное поэтическое творчество узбеков представлено пословицами и поговорками, сказками и дастаном — эпическим жанром.
Среди последних — «Алпамыш-Батыр», «Гороглы», «Кунтугмыш», «Ширин и Шокар». Дастан, подобно сказке, имеет традиционное сюжетное клише. В узбекском фольклоре развит эпос, насчитывается множество легенд и эпических песен. Наиболее известные исполнители: Юлдаш-оглы, Фазил, Ислам-шаир, Эргаш Джуманбулбул оглы и др.
В узбекском фольклоре встречаются трудовые, любовные, обрядовые песни, часть которых упоминаются уже в XI веке. Среди них протяжные песни «кушик» и свадебные «яр-яр». Известным народным сказителем и шоиром (поэтом) был Эргаш Джуманбульбуль-оглы.
В литературе народа Узбекистана значимое место занимают сказки. Особенно о животных и волшебно-фантастические. Там можно заметить жанр латифа, которая обозначает анекдот, точнее говоря сложились вокруг шутников, в основном знаменитого Насреддина Афанди, разоблачающие ханов и баев. В демократических народных вариантах латифа немало черт социальной сатиры. Ещё есть такой эпический жанр как дастан, которое получил широкое распространение в Узбекистане. Например, существует более 80 сюжетов от 50 сказителей героический эпоса «Алпамыш», более 40 сюжетов героико-романтического эпоса «Гёроглы», воинская повесть «Юсуф и Ахмед», романтические дастаны авантюрно-новеллистического и сказочно-фантастического содержания.
В узбекской литературе есть и фольклорные произведения такие как «Тахир и Зухра», «Ширин и Шакар», цикл «Рустамхон» и др. По генетическому признаку они подразделяются на фольклорные и книжные. Сюжеты книжных, как правило, заимствованы из классических произведений на арабском, персо-таджикском или староузбекском языках. Например, «Хосров и Ширин», «Лейли и Меджнун», «Юсуф и Зулейха» и др. Различие современных дастанов от исторических заключается в том, что они изображают конкретно-историческую действительность, такие как «Хасан-батрак», «Джизакское восстание» Ф. Юлдаш-оглы и др.

### Письменная литература в XI—XIII веках

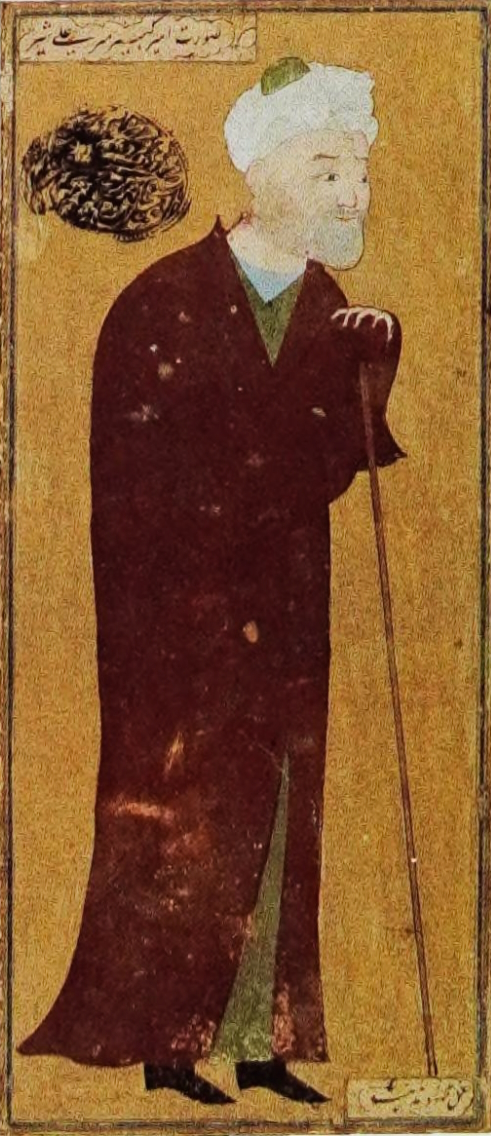
Алишер Навои. Миниатюра гератской школы, XV век

Развитие литературы на тюркских языка, предшествовавших узбекскому, усиливается в эпоху Караханидов. К X веку в государстве Караханидов функционировал литературный язык, продолживший традиции древнетюркских письменных текстов. Официальный караханидский язык X в. основывался на грамматической системе древних карлукских диалектов.
Исламизация Караханидов и их тюркских подданных сыграло большую роль в культурном развитии тюркской культуры. В конце Х — начале XI в. впервые в истории тюркских народов на тюркский язык был переведен Тафсир — комментарии к Корану. В эту эпоху в Средней Азии появились крупнейшие тюркоязычные литературные произведения: «Благодатное знание» (Кутадгу билиг) Юсуфа Баласагуни, «Диван» Ахмада Яссави, «Дары истины» (Хибатул хакоик) Ахмада Югнаки. Ученый XI века Махмуд Кашгари заложил основы тюркского языкознания. Он перечисляет названия многих тюркских племён Средней Азии.
«Словарь тюркских наречий», составленный Махмудом аль-Кашгари в 1072−1074 годах представлял собой основные жанры тюркоязычного фольклора — обрядовые и лирические песни, отрывки героического эпоса, исторические предания и легенды (о походе Александра Македонского в область тюрков-чигилей), более 400 пословиц, поговорок и устных изречений
Исламизация и тюркизация Хорезма нашла отражение в создании литературных, научных и религиозных произведений и переводе арабских и персидских произведений на тюркский язык. В Стамбуле библиотеке Сулеймание, хранится Коран с подстрочным переводом на тюркский язык, сделанном в Хорезме и датируется (январь — февраль 1363 г.).
Известным хорезмийским тюркским поэтом, писателем конца XIII — начала XIV вв. был Рабгузи (настоящее имя Наср ад-дин, сын Бурхан ад-дина). Основное произведение Рабгузи «Рассказы Рабгуза о пророках» («Киссаи Рабгузи», 1309—10) состоит из 72 сказов по религиозной тематике, в основном из Библии и Корана. Рассказы носят дидактический характер, в них проповедуется добродетель и осуждаются пороки.
Другим известным хорезмийским тюркским поэтом был Хорезми Равани, который в 1353 году написал поэму на тюркском языке «Мухаббат-наме». Сохранилось два списка поэмы: ранний, выполненный уйгурским письмом в 1432 году, и второй, переписанный в 1508—09 арабским письмом. Уйгурский список состоит из 10 писем-стихотворений на тюркском языке. Обе рукописи хранятся в Британском музее.

## Эпоха Тимуридов
Тимуридский Ренессанс в литературе представлен поэзией Лютфи, Сайид Ахмеда, а также Алишера Навои, который писал произведения на чатагайском языке в жанре газели и рубаи, включенные в диваны. Темой поэзии становилась всепоглощающая неразделенная любовь (мухаббат) и нравственное назидание. Нередко в поэтическую форму облекалось историческое повествование (дастан).
Внук Тимура Искандар Султан имел двор, включавший группу поэтов, ученых и ремесленников, в том числе поэтов, например, Мир Хайдара, которого Искандар призвал писать стихи на тюркском языке. Благодаря покровительству Искандар Султана была написана тюркская поэма «Гуль и Навруз». Как отмечал Алишер Навои, Искандер Султан пригласил к себе в царский двор Хайдара Хорезми, который написал по его заказу поэму на тюркском языке «Сокровищница тайн».
Одним из поэтов конца XIV — начала XV веков был узбекский поэт Дурбек, крупный представитель узбекской светской литературы того периода. Из наследия Дурбека сохранилась переработка любовно-романтической поэмы в двух рукописях «Юсуф и Зулейха» на староузбекский язык.
Именно в эпоху Тимуридов большое внимание уделялось развитию тюркского языка.
В XV веке одним из ярких представителей литературы был Лутфи, который воспел идеальную любовь в поэме «Гуль и Новруз». Особое место занимает творчество Алишера Навои. «Пятерица» Навои выделяется в его богатейшем наследии, который первый на тюркском языке даёт «ответ» на одноимённое творение классика персидской поэзии Низами Гянджеви. Навои пишет также краткую характеристику основных поэтов XV века в книге «Собрание утончённых». Во многих сочинениях он затронул проблемы эстетики и теории литературы; немало способствовал развитию тюркского стихосложения. Навои считается одним из наиболее заметных узбекских писателей. «Чудеса детства», «Редкости юности», «Диковины средних лет», «Назидания старости» — это лирические произведения Навои на тюркском языке, которые он объединил в Диван. Туда он включил свои лучшие касыда, газели, кыт’а и рубаи.

## Эпоха узбекских династий Шибанидов, Аштарханидов

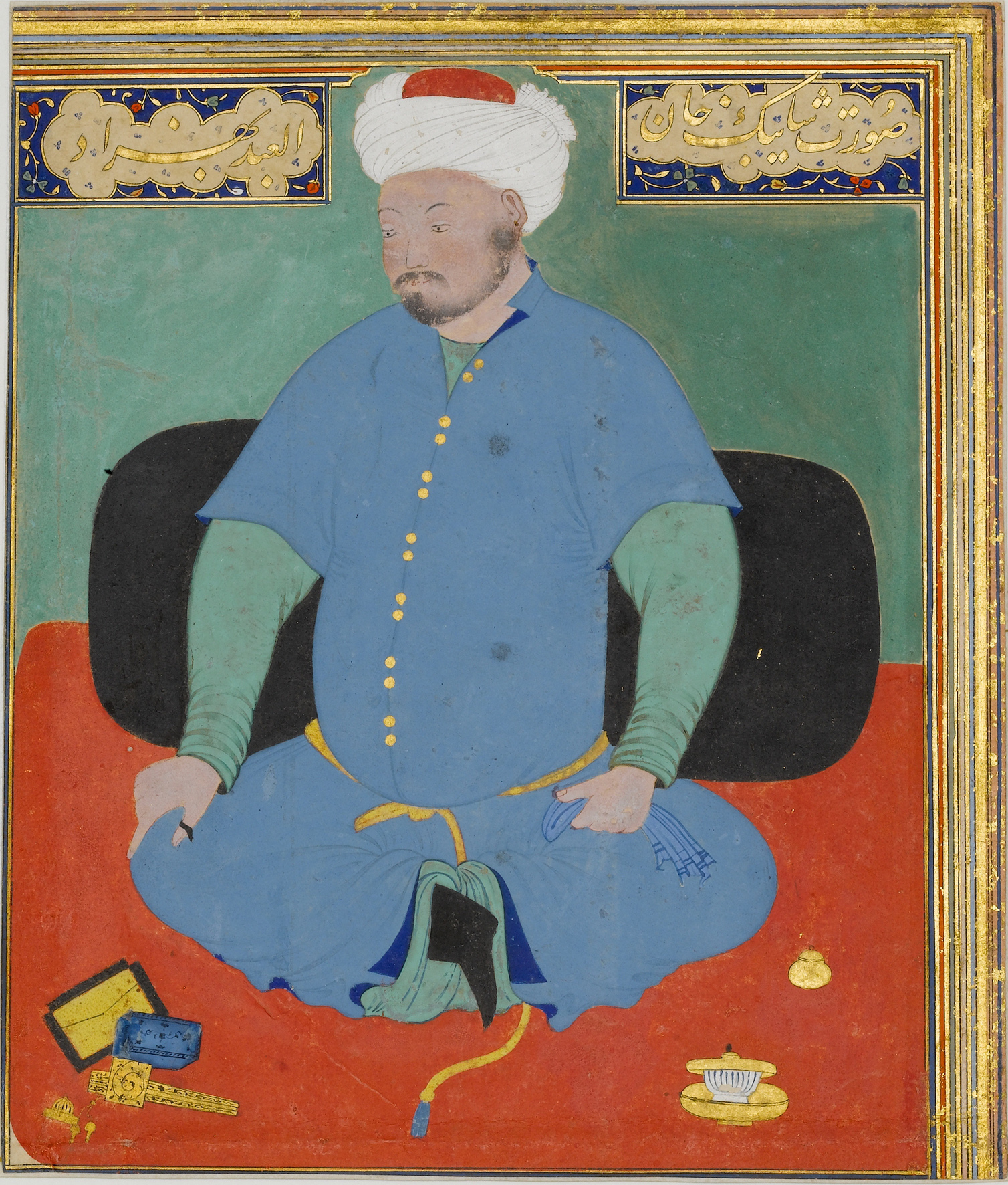
Портрет Шейбани-хана, около 1507 г.

В тюркской поэме «Шейбани-наме» Мухаммед Салих отразил исторические события жизни XVI века. До нашего времени дошли небольшой лирический диван и автобиографический труд «Бабур-наме» Захиреддина Мухаммеда Бабура.
Шейбани-хан (1451—1510) писал стихи под псевдонимом «Шибани». Диван стихов Шейбани-хана, написанный на среднеазиатском тюркском литературном языке в настоящее время хранится в фонде рукописей Топкапы в Стамбуле. Он состоит из 192 страниц.
Рукопись его философско-религиозного произведения: «Бахр ул-худо», написанное на среднеазиатском тюркском литературном языке в 1508 году находится в Лондоне. Шейбани-хан использовал при написании своего сочинения различные труды по богословию. Оно содержит собственные соображения Шайбани-хана по религиозным вопросам. Автор излагает собственное представление об основах ислама: покаяние в грехах, проявление милосердия, совершение добрых дел. Шейбани-хан показывает прекрасное знание мусульманских ритуалов и повседневных обязанностей правоверных мусульман.
По мнению некоторых историков, Шейбани-хан был автором исторического произведения «Таварих-и гузида-йи нусрат-наме»..
Шейбани-хан написал прозаическое сочинение под названием «Рисале-йи маариф-и Шейбани» на среднеазиатском тюркском — чагатайском языке в 1507 г. вскоре после захвата им Хорасана и посвящено сыну, Мухаммаду Тимуру (рукопись хранится в Стамбуле). В сочинении говорится о необходимости знания законов ислама, пользе этого знания для правителя. В этом произведении Шайбани-хан также показал себя приверженцем суфийского учения Ахмада Яссави.
Шейбани-хан, будучи сам поэтом, собрал при своем дворе талантливых поэтов и ученых. Среди них можно упомянуть таких поэтов, как Камал ад-дин Бинаи, Мухаммед Салиха и других, ставших авторами поэм, посвященных жизни и деятельности самого Шейбани-хана.
Убайдулла-хан был очень образованным человеком, мастерски декламировал Коран и снабдил его комментариями на тюркском языке, был одаренным певцом и музыкантом. С именем Убайдуллы-хана связано образование самого значительного придворного литературного круга в Мавераннахре первой половины XVI столетия. Убайдулла-хан сам писал стихи на тюркском, персидском и арабском языках под литературным псевдонимом Убайдий. До нас дошел сборник его стихотворений.
При правлении Абдулатиф-хана (1540—1551) в официальной документации использовался не только персидский, но и узбекский язык.
В эпоху Шейбанидов развивалась поэзия, литература и история на тюркском языке. Из известных поэтов эпохи Шейбанидов, среди тюркских историков можно выделить Абдулла Насруллахи.
Сочинения правителя Хивы Абульгази-хан (1603—1664) «Родословная туркмен» и «Родословная тюрков» — содержат в себе ценные сведения об истории народов Средней Азии (туркмен, узбеков, каракалпаков, казахов) и их сказаний, легенд, поговорок, преданий, пословиц. Можно также сказать, что значительный вклад в литературу XVI столетия внёс Ходжа (Пошшоходжа) его рассказами «Ключ справедливости» и «Цветник».
Поэма «Киссаи Сайфульмулюк» (начало XVI в.) узбекского бухарского поэта Маджлиси стала известна во всем тюркском мире. В 1793—1796 узбекский поэт Сайкали создал дастан «Бахрам и Гуландам». Поэма «Киссаи Сайфульмулюк» Маджлиси была одной из первых тюркских светских книг, напечатанных в типографии Казани в 1807 году.
Узбекский поэт Суфи Аллаяр родился в 1644 году в селе Минглар (90 километров к западу от Самаркандa), которое было в составе Бухарского ханства. Известное стихотворное произведение Суфи Аллаяра «Саботул ожизин» написанное на узбекском языке было посвящено суфийской философии стало позже учебным пособием для медресе Бухары, Коканда и Хивы. Произведение было несколько раз переиздано в Турции, Пакистане, Саудовской Аравии и России (Казани).

## Эпоха Бухарского, Кокандского и Хивинского ханств

портрет узбекской поэтессы Надиры

Во времена существования Бухарского, Хивинского и Кокандского ханства, значимую народную тенденцию в литературе выражали видные представители демократической поэзии XVII и XVIII веков, такие как Боборахим Машраб (1653—1711), Турды и др., которые резко осудили произвол феодальных правителей. Чем больше усиливалась влияние фольклора на письменную литературу, тем больше укреплялась взаимосвязь и взаимовоздействие различных стилей литературы узбекских писателей и поэтов. Поэт Нифон создал дастан «Бахрам и Гуландам», «Хамро и Хурлико», получившие широкое распространение среди туркмен под названием «Хюрлукга и Хамра». Поэт Сайоди литературно обработал один из лучших дастанов, «Тахир и Зухра», который является очень популярным у многих народов Средней Азии.
Хорезм, Ферганская долина и Бухара были также важными литературными центрами Средней Азии. Поэт и историк Равнак Пахлавонкули получил известность в Хивинском ханстве, творчество которого проникнуто пессимистическими настроениями. Другой такой же поэт Нишати, произведения которого содержит мотивы разочарования, был из Хорезма и испытывал влияние Навои и Физули.
Средняя Азия также знаменита своими поэтессами. Яркими представительницами являются Надира (1792—1842), Увайси (1780—1845) и Махзуна. Традиционная любовная тематика и формальное совершенство стиха свойственны их творчеству.
Литературу первой половины XIX века возглавили поэты Мухаммед Шариф Гульхани, Махмур, Агахи и др. Произведение «Рассказы о Сове, или Поговорки» Гульхани, которая было написано в форме народной сказки по мотивам книги «Беседа птиц», где автор критиковал безнравственность придворных, феодалов-правителей и реакционного духовенства. Поэтическое наследие поэта Муниса Хорезми (1778—1829) стало шедевром классической литературы. Ему принадлежат сочинения «Трактат о грамотности» (1804), а также исторический труд «Сад счастья» (незакончен); эту работу завершил В свою очередь Агахи, который к тому же оставил диван «Талисман влюблённых». Представителями прогрессивно-демократического крыла узбекской литературы были поэты Завки, Мукими, Закирджан Фуркат, Дилшад, Отар-оглы, Аваз и Анбар Атын, которые положили начало реалистическому отражению действительности и ввели в литературу общественно-политическую тематику.

## Вторая половина XIX — начало XX в
В начале XX века зародилось национально-просветительское движение — джадидизм. Одним из лидеров туркестанских джадидов был Мунаввар Кары Абдурашидханов (1878—1931) — узбекский просветитель и руководитель организации Шура-и-Ислам в Туркестане. С.Абдугаффаров был первым коренным туркестанцем, освоившим русский язык, мусульманским просветителем В начале 1880 годов Абдугафаров одним из первых представителей местной интеллигенции пришел к выводу о необходимости модернизации структуры традиционного образования подрастающего поколения (с сохранением системы исламских ценностей) другим просветителем из Ташкента был А.Авлони, который в 1904 году стал одним из руководителей джадидов, а в 1909 году он создал организацию «Жамияти хайратия». В 1907 году Авлони основал газету «Шухрат». Авлони первым предложил преподавать географию, химию, астрономию и физику в национальных школах Туркестана
Ташкентский реформатор, Исмаил Обиди (1880—1941) с 1906 году начал выпускать джадидистскую газету «Таракки» на узбекском языке, но вскоре газета была закрыта властями из-за ряда критических статей. В Ташкенте стал известен как Исмаил Таракки. Другим выходцем из Ташкента был Абдурахман Садык огли (1879—1918) видный узбекский просветитель, переводчик-полиглот, журналист, джадидист. В 1908 году знакомится с Мунавваркары Абдурашидхановым, через которого познакомился с идеями джадидизма. В 1915 году открыл общественно-политический журнал «Аль-Ислах», который был закрыт властями в 1918 году из-за критических статей. Редактором журнала являлся сам Абдурахман Садык огли. Он написал ряд трудов по исламской этике и о истории священных мусульманских городов. Выходцем из Ташкента был первый узбекский адвокат У. Асадуллаходжаев — из основателей общества Туран (1913). Он основал в Ташкенте газету «Садои Туркистон» (4 апреля 1914 г.) и был ее редактором. Он был председателем общества Шура-и Исламия. Секретарь и член Центрального Совета мусульман Туркестана, созданного на Первом съезде мусульман-мусульман Туркестана (апрель 1917 года). Член ЦК Всероссийского мусульманского совета (1917).

## Советская узбекская литература
Среди советских узбекских поэтов, писателей можно выделить Гафура Гуляма, Абдуллу Каххара, Ойбека, Абдуллу Арипова, Эркина Вахидова, Самига Абдукаххара, Шарафа Башбекова, Садриддин Бухарий и др.
Первый большой роман Айбека «Священная кровь» (1943), посвящён жизни народов Средней Азии, Узбекистана в годы Первой мировой войны. Этот роман был экранизирован на студии «Узбекфильм». Ещё с юных лет Айбек был увлечен произведениями великого узбекского поэта и мыслителя Алишера Навои. Но прежде чем написать произведение о нем, писатель тщательно изучил и просмотрел огромный архивный материал. В 30-е годы Айбек работал над созданием образа великого мыслителя, поэта и политического деятеля А. Навои. Айбек хотел, чтобы над землей, как соловей, летели песни Навои. В 1939 году он написал поэму о великом поэте, а в 1943 году был завершен роман, в котором Айбек показал Навои только как общественного и государственного деятеля. О его творческом пути говорится лишь мимоходом и то лишь в конце книги. Значение романа «Навои», как одного из лучших реалистических произведений, выходит далеко за пределы узбекской литературы. Он переведен на многие языки, в том числе и на русский.
В 20—30-х гг. XX века узбекская литература стала многожанровой. Появляются роман и повесть («Минувшие дни», 1925; «Скорпион из алтаря», 1929, Абдулла Кадыри). Драматургия стала неотъемлемой частью литературы, когда широкий размах получило театральное искусство. Появились политическая сатира, фельетон, памфлет.
Интерес писателей в годы войны был обращен и к исторической тематике. Хамид Алимджан создал стихотворную историческую драму «Муканна» (1942—43) о борьбе народа против арабских завоевателей во 2-й половине 8 в. Перу Айбека принадлежит роман «Ветер золотой долины» (1950) о жизни кишлака в первые послевоенные годы. О жизни в колхозе написаны роман «Огни Кошчинара» (1951—52) и остроконфликтная повесть «Птичка-невеличка» (1958) Каххара. Своеобразную дилогию о тружениках села составляют повесть «Победители» (1951) и роман «Сильнее бури» (1958) Рашидова. Большое место в литературе продолжает занимать историческая советская тема, которую развивали Хамид Гулям (р. 1919) в романе «Светоч» (1958), Мирза Калон Исмаили (р. 1908) в романе «Фергана до рассвета» (1958, 2-я ред. 1966), Джуманияз Шарипов (р. 1911) в романе «Хорезм» (1960—69).

## Современная узбекская литература
Среди современных узбекских поэтов, писателей можно выделить Абдуллу Арипова, Эркина Вахидова, Шарафа Башбекова, Хуршида Даврона, Мамадали Махмудов и др.
Известным узбекским писателем и драматургом является Шараф Башбеков. В театрах Узбекистана осуществляются постановки его пьес «Врата судьбы», «Гавроши старого города», «Железная женщина». «Железная женщина» поставлена во многих театрах бывшего СССР. По сценарию Ш. Башбекова сняты фильмы «Безликий» (1992), «Золотой мальчик» (1993), «Железная женщина», «Маъруф и Шариф» (1996), «Шут». Сериал «Чертово колесо» принес большой авторитета писателю. Волшебство, притягательная сила произведений Ш. Башбеков в своеобразных характерах и в сочном языке. Ш. Башбеков за драму «Железная женщина» удостоен Государственной премии Республики Узбекистан (1990).
Одним из ярких символов первого десятилетия эпохи независимости Узбекистана был узбекский поэт Мухаммад Юсуф (1954—2001). По оценкам современников Мухаммад Юсуф являлся одним из наиболее одарённых узбекских поэтов конца XX — начала XXI века.

## Переводы на русский язык
- Народная лирика Узбекистана. / Переводы Н. Гребнева. — Ташкент: Гос. изд. худ. лит. УзССР, 1959. — 168 с.
- Горе проходит — песни остаются. / Перевод Н. Гребнева. — Ташкент: Изд. худ. лит., 1965. — 346 с.
- Гребнев Н. Истоки и устья. Переводы из узбекской поэзии. — Ташкент, 1983. — 360 с.
- Гребнев Н. Другие слова. Избранные переводы из узбекской народной и классической поэзии. — Ташкент, 1973. — 288 с.
- Караван мудрости. Народные изречения и пословицы Средней Азии: узбекские, киргизские, таджикские, туркменские, каракалкакские. / Перевод Наума Гребнева. — «Детская литература». — М., 1975, 1980. — (Школьная библиотека для нерусских школ.) — 48 с. С илл.
- Мудрость отцов. Пословицы и поговорки народов Средней Азии. / Перевод Н. Гребнева. — Ашхабад: «Магарыф», 1984. — 176 с.
- Узоры на коврах. Песни народов Средней Азии: узбекские, киргизские, таджикские, туркменские, уйгурские, каракалпакские. / Перевод Н. Гребнева. — Ташкент, 1985. — 454 с.
- Узбекская народная поэзия. — «Советский писатель». Ленинградское отделение, 1990. — (Библиотека поэта. Большая серия.) — ISBN 5-265-01484-5.

### На узбекском языке
- Ўзбек адабиёти масалалари, кит. 1—2, Тошкент, 1959—62; Абдуафуров А., Ўзбек демократик адабиётида сатира, Тошкент, 1961;
- Зоидов В., Ўзбек адабиёти тарихидан, Тошкент, 1961;
- Ўзбек адабиёти тарихи, кит. 1—3, Тошкент, 1963—66;
- Ўзбек совет адабиёти тарихи, кит. 1—3, Тошкент, 1967;
- Ўзбекистон матбуоти 50 йил ичида, Тошкент, 1967.

### На английском языке
- Central Asia xv. Modern Literature // Iranica
- Chaghatay language and literature // Iranica